# Козьмодемьянск (станция)
Козьмодемья́нск — железнодорожная станция в одноимённом посёлке Ярославского района Ярославской области. Является остановочным пунктом пригородных поездов южного направления (на Александров). На станции имеется касса для продажи билетов на пригородные поезда. Останавливается 5 пар пригородных поездов.
Время движения от Ярославля-Главного около 30 минут, от станции Александров I около 2 часов 20 минут.
В начале 1990-х годов старое деревянное здание вокзала было заменено на новое типовое из кирпича, а на I пути сооружена высокая боковая платформа, примыкающая к вокзалу. Также имеется островная низкая платформа между II и III путями. В 2006—2007 годах на станции проходила реконструкция, в ходе которой полностью заменены рельсошпальная решётка, стрелочные переводы, опоры контактной сети и осветительные приборы.
К северной горловине станции примыкает разобранная линия Ярославской окружной железной дороги Козьмодемьянск — Тенино.
Названа по близлежащему селу Козьмодемьянск, посёлок Козьмодемьянск возник вокруг станции.